# Mjømna
Mjømna er en ø ca. 80 kilometer nord for Bergen i Gulen kommune i Vestland fylke i Norge. Den har et areal på 10,2 km² og 60 indbyggere.
Mjømna omgives af øerne Byrknesøyna (mod vest), Sandøyna (mod øst), og Hiserøyna (mod norddøst). Fensfjorden ligger syd for øen og Gulafjorden og Sognesjøen løber nord for øen.
Gården Mjømna ligger på vestsiden af øen. Dette gårdnavn er ikke brugt andre steder i Norge.

## Historie
Mjømna blev stoppested for Fylkesbådene i 1892, fik postkontor i 1893, kirke i 1901, eget skolehus i 1914 og rigstelefon i 1920. I 1932 blev der bygget en dampskibskaj og en butik.
En mole blev bygget i Leirvika i 1937 . Mjømna fik elektrisk kraft i 1947.
I 1939/40 blev der fundet en økse fra yngre jernalder i Bussevika (Lerivik) i en fjeldsprække ved havet.

## Trafik
Fylkesvej 4 går over øen. Mjømna har broforbindelse til Sandøyna via Mjåsundbroen og til Byrknesøyna via Mjømnesundbroen og Nappsundbroen.
I november 2010 blev fastlandsforbindelsen til Ytre-Gulen fuldført med åbningen af Brandangersundet bro fra Fivelsdal på fastlandet til Sandøyna. Sandøyna, Mjømna og Byrknesøyna blir dermed landfast og færgestrækningen Leirvåg-Sløvåg-Skipavik blev ændret til kun at trafikere strækningen Leirvåg-Sløvåg.
Ekspresbådene mellem Bergen og Sogn har daglige anløb på Mjømna.

## Kirker
Mjømna kirke er en langkirke som blev bygget i 1901 og har 310 siddepladser.